# Center for Justice and International Law
Das Center for Justice and International Law (CEJIL; deutsch Zentrum für Gerechtigkeit und Völkerrecht, span. Centro por la Justicia y il Derecho Internacional, port. Centro pela Justiça e o Direito Internacional) ist eine Nichtregierungsorganisation, die sich für eine Stärkung des Schutzes der Menschenrechte im Rahmen der Organisation Amerikanischer Staaten (OAS) einsetzt.
Das CEJIL wurde 1991 gegründet. Sein Hauptsitz ist in Washington, D.C.; es hat auch Büros in Rio de Janeiro, Buenos Aires und San José. Das CEJIL genießt Berater-Status bei der Organisation Amerikanischer Staaten, den Vereinten Nationen (UN) und der Afrikanischen Menschenrechtskommission. Die Arbeitssprachen der Organisation sind Spanisch, Portugiesisch und Englisch. Die Europäische Kommission unterstützt das CEJIL finanziell.

## Aktivitäten
Im Rahmen seines Legal Defense Program vertritt das CEJIL Fälle von Menschenrechtsverletzungen vor der Interamerikanischen Kommission für Menschenrechte und dem Interamerikanischen Gerichtshof für Menschenrechte.
Im Training and Dissemination Program werden lokale Menschenrechtsgruppen und -aktivisten in der Nutzung der Instrumente des Menschenrechtsschutzes der OAS geschult. Anwälte, Wissenschaftler, Richter und Beamte werden in Seminaren über dieses System zum Menschenrechtsschutz informiert.
Schließlich versucht das CEJIL durch politische Kampagnen und Lobbyarbeit bei politischen Entscheidungsträgern in den Mitgliedstaaten der OAS, das System zum Menschenrechtsschutz in der OAS zu verbessern.